# Joop Verbon
Joop Verbon (Utrecht, 25 maart 1942 - Vleuten, 23 augustus 2014) was een Nederlands bokser. Hij won zeven Nederlandse kampioenschappen (66,7 tot 69,9 kilo) en deed mee aan de Europees kampioenschappen, waar hij in de kwartfinale werd uitgeschakeld.
Verbon mocht meedoen aan de Olympische Spelen in Tokio (1964), maar hij weigerde. De reden hiervan hield hij liever privé. In zijn leven heeft hij zestien wedstrijden gewonnen (waarvan acht op K.O.), negen verloren (zes keer K.O.) en vier eindigden onbeslist. Totaal: 29 wedstrijden.
Na zijn actieve sportcarrière begon Verbon een eigen boksschool. Deze werd later overgenomen door zijn zoon, Ingmar Verbon. Verbon kreeg drie kinderen samen met zijn vrouw Carla Verbon (overleden in 2009).